# Boat Harbour West 37
Boat Harbour West 37 är ett reservat i Kanada.   Det ligger i provinsen Nova Scotia, i den östra delen av landet, 1 000 km öster om huvudstaden Ottawa.
I omgivningarna runt Boat Harbour West 37 växer i huvudsak blandskog. Runt Boat Harbour West 37 är det glesbefolkat, med 16 invånare per kvadratkilometer.